# Hexatoma (Eriocera) luteicolor
Hexatoma (Eriocera) luteicolor is een tweevleugelige uit de familie steltmuggen (Limoniidae). De soort komt voor in het Neotropisch gebied.